# Pagida salticiformis
Pagida salticiformis là một loài nhện trong họ Thomisidae.
Loài này thuộc chi Pagida. Pagida salticiformis được Octavius Pickard-Cambridge miêu tả năm 1883.